# Észak-Égei-szigetek
Az Észak-Égei-szigetek (görögül Περιφέρεια Βορείου Αιγαίου) egyike Görögország 13 közigazgatási régiójának, az ország keleti-középső részében. Legnagyobb szigetei Leszbosz, Limnosz, Híosz és Számosz.
A hozzá tartozó szigetek összterülete 3836 km² (valamivel nagyobb, mint Zala vármegye). Népessége 194 943 (2021-es adat).
A régió közigazgatási székhelye a Leszbosz szigetén található, mintegy 27 000 lakosú Mitilíni.

## Legfontosabb települései

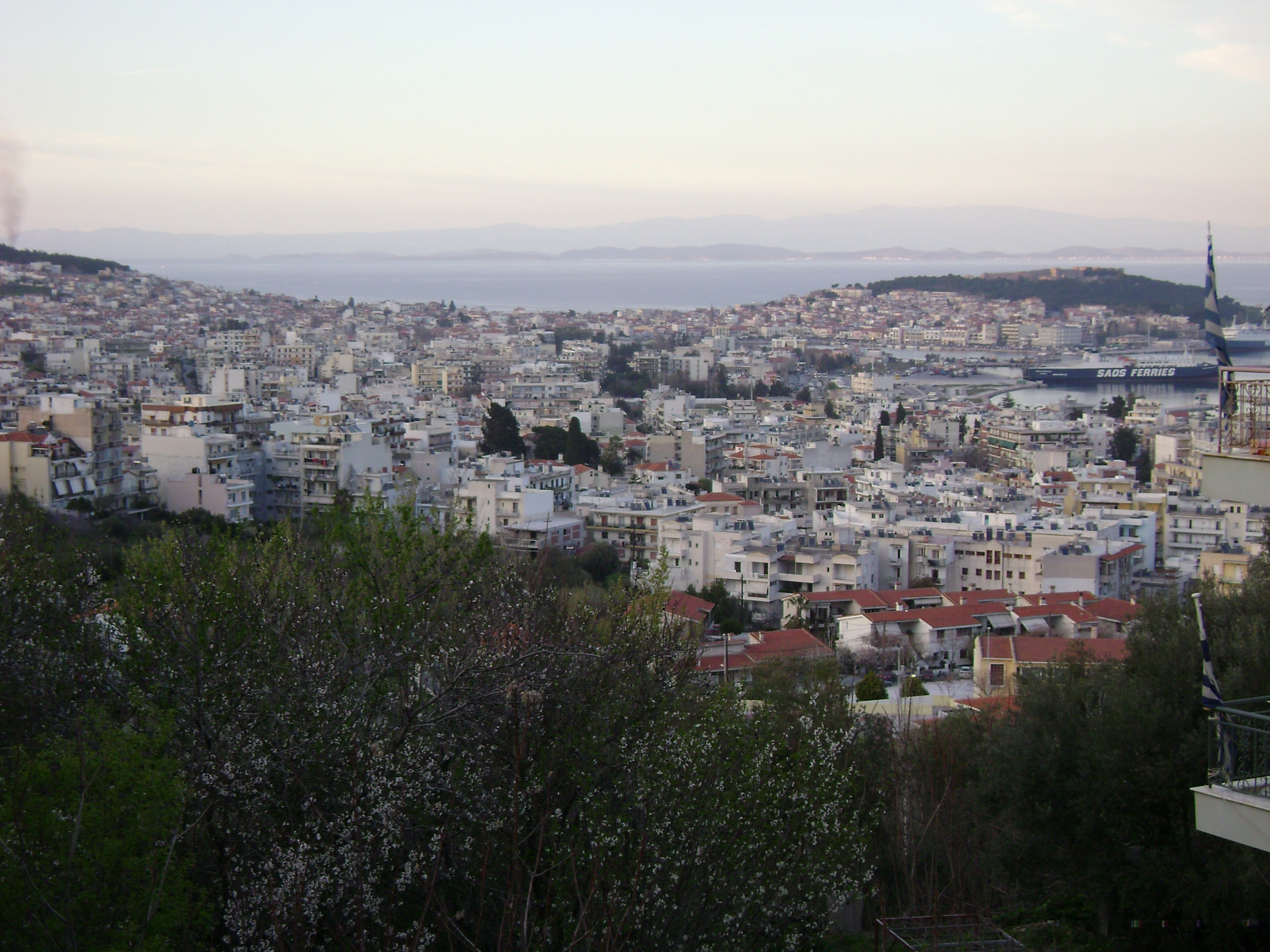
Mitilíni látképe

- Híosz (Χίος)
- Kalloní (Καλλονή)
- Karlóvaszi (Καρλόβασι)
- Mírina (Μύρινα)
- Mitilíni (Μυτιλήνη)
- Omirúpoli (Ομηρούπολη)
- Pithagóreio (Πυθαγόρειο)
- Vathí (Βαθύ)

## Fordítás
- Ez a szócikk részben vagy egészben a North Aegean című angol Wikipédia-szócikk ezen változatának fordításán alapul.  Az eredeti cikk szerkesztőit annak laptörténete sorolja fel. Ez a jelzés csupán a megfogalmazás eredetét és a szerzői jogokat jelzi, nem szolgál a cikkben szereplő információk forrásmegjelöléseként.